# Флаг Ингушетии
Государственный флаг Республики Ингуше́тия (ингуш. Гӏалгӏай Республика паччахьалкxен байракх) — один из основных государственных символов Республики Ингушетия.
Нынешний флаг утверждён 11 июля 1999 года и внесён в Государственный геральдический регистр Российской Федерации под номером 152.
11 июля — День Государственного флага Республики Ингушетия. Является праздничным днём Ингушетии, установленным Указом Главы Республики Ингушетия 11 сентября 2014 года.

## Флаг 1999 года

### Описание
«Государственный флаг Республики Ингушетия представляет собой прямоугольное полотнище белого цвета, в центре которого размещён солярный знак в форме красного круга с отходящими от него тремя лучами, каждый из которых оканчивается незавершённым кругом. Отношение ширины флага к его длине — 2:3.
По всей длине верхней и нижней части флага имеются две полосы зелёного цвета, каждая из которых шириной в одну шестую ширины флага. Радиус внутреннего круга солярного знака составляет одну одиннадцатую ширины флага. Радиус незавершённого круга на конце лучей солярного знака составляет одну двадцать пятую ширины флага. Ширина полосы, образующей окружность солярного знака, составляет одну одиннадцатую ширины флага. Ширина полосы лучей солярного знака составляет одну двадцатую ширины флага.
Один из лучей солярного знака располагается вертикально по отношению к длине флага и находится в верхней части Государственного флага Республики Ингушетия. Расстояние между верхней точкой незавершённого круга на конце лучей и внешним кругом солярного знака составляет одну девятую ширины флага.
Лучи располагаются равномерно по всей окружности солярного знака и направлены против движения часовой стрелки».
Ингушский флаг был разработан и представлен на конкурс в 1993 году инициативной группой по подготовке общенациональных выборов 1-го Президента Ингушской Республики, ставшей впоследствии избиркомом. Автором и разработчиком флага является профессор Дахкильгов Ибрагим Абдурахманович.

### Обоснование символики
Белый символизирует чистоту помыслов и действий, характерных народу Ингушетии. Зелёный — пробуждение природы, изобилие и плодородие земли республики, а также ислам, который исповедуют ингуши. Красный олицетворяет их нелёгкую многовековую борьбу против несправедливости, за своё выживание и право жить на земле своих предков в мире и согласии с соседними народами.
Солярный знак означает вечное движение Солнца и Вселенной, взаимосвязь, бесконечность, вечность всего сущего. Дугообразные лучи знака повёрнуты против движения часовой стрелки, по направлению вращения Земли вокруг Солнца, равно и Солнца вокруг своей оси. В таком начертании знак является символом благополучия, созидания, бесконечного развития и процветания народа.

## Флаг 1994 года

### Описание
«Флаг состоит из горизонтальных полос белого и зелёного цветов. В центре белой полосы, которая в 4 раза шире остальных, расположен солярный знак красного цвета; диаметр внутреннего круга солярного знака равен одной третьей части ширины флага. Длина флага вдвое больше его ширины.
Каждый из трёх лучей солярного круга представляет собой полукруг, внутренний радиус которого одна восемнадцатая ширины флага. Ширина линий, образующих солярный знак, равна 1/36 ширины флага».

## Флаги муниципальных образований
На 1 января 2020 года в Республике Ингушетия насчитывалось 45 муниципальных образований: 5 городских округов, 4 муниципальных района и 36 сельских поселений.

### Флаги городских округов
| Флаг | Наименование                                                      | Дата утверждения | Номер в ГГР |
| ---- | ----------------------------------------------------------------- | ---------------- | ----------- |
|      | Флаг города Магас — столицы Республики Ингушетия                  | 14 января 2010   | 1074        |
|      | Флаг муниципального образования «Городской округ город Карабулак» | 22 мая 2015      | 10365       |

| Флаг | Наименование                                                     | Дата утверждения | Номер в ГГР |
| ---- | ---------------------------------------------------------------- | ---------------- | ----------- |
|      | Флаг муниципального образования «Городской округ город Малгобек» | 22 апреля 2020   |             |
|      | Флаг муниципального образования «Городской округ город Назрань»  | 25 августа 2016  | 9931        |

### Флаги муниципальных районов
| Флаг | Наименование                             | Дата утверждения | Номер в ГГР |
| ---- | ---------------------------------------- | ---------------- | ----------- |
|      | Флаг Джейрахского муниципального района  | 11 октября 2010  |             |
|      | Флаг Малгобекского муниципального района | 11 ноября 2016   | 11252       |

| Флаг | Наименование                                       | Дата утверждения | Номер в ГГР |
| ---- | -------------------------------------------------- | ---------------- | ----------- |
|      | Флаг муниципального образования «Сунженский район» | 10 июня 2016     |             |
|      | Флаг Назрановского муниципального района           | неизвестно       |             |

### Упразднённые флаги
| Флаг | Наименование                                                     | Дата утверждения | Дата отмены     |
| ---- | ---------------------------------------------------------------- | ---------------- | --------------- |
|      | Флаг муниципального образования «Городской округ город Малгобек» | 30 апреля 2013   | 22 апреля 2020  |
|      | Флаг Малгобекского муниципального района                         | 8 апреля 2016    | 1 июля 2016     |
|      | Флаг муниципального образования «Городской округ город Назрань»  | 18 марта 2014    | 25 августа 2016 |